# 伍傑克嶺
82°28′S 50°55′W / 82.467°S 50.917°W
伍傑克嶺（英語：Wujek Ridge）是南極洲的山嶺，位於伊莉莎白女王地，屬於彭薩科拉山脈中杜費克山的一部分，在1979年以美國直昇機師命名，現時由南極條約體系管理。